# Air Guyane Express
Air Guyane Express - linia lotnicza z siedzibą w Matoury, w Gujanie Francuskiej. Obsługuje regularne połączenia lotnicze. Główną bazą jest port lotniczy Kajenna-Rochambeu.

## Flota
Flota składa się z:
- 1 ATR 42-300 (w leasingu z Air Antilles Express)
- 1 ATR 42-500 (w leasingu z Air Antilles Express)
- 1 Britten-Norman BN2A Islander
- 3 De Havilland Canada DHC-6 Twin Otter Series 300
- 1 F406 Caravan II